# Авъл Юний Пастор
Авъл Юний Пастор Луций Цезений Соспес (на латински: Aulus Iunius Pastor Lucius Caesennius Sospes) e римски политик и сенатор през 2 век.

## Биография
Авъл Пастор произлиза от италийска фамилия. Син е на Публий Юний Пастор и Цезения, по-късно е осиновен от член на фамилията Цезении.
Започва кариерата си в Рим като triumvir monetalis и като sevir equitum Romanorum – командир на римски конен ескадрон. След това Пастор e легат в XIII Близначен легион, квестор, народен трибун, легат в провинция Азия, а през 154 г. става претор.
През 156 – 159 г. той е легат на XXII легион Фортуна Първородна и 159/160 – 161/162 г. управител на провинция Белгика. През 163 г. Пастор става редовен консул заедно с Марк Понтий Лелиан. След това, през 165 г. той е curator operum locorumque publicorum и е отговорен за обществените строежи в Рим.